# Ave Maria (Wawiłow)
Ave Maria – pieśń skomponowana przez Władimira Wawiłowa, rozpowszechniona jako Ave Maria Giulia Cacciniego, wykorzystująca fragment tekstu modlitwy Zdrowaś Maryjo. Jest jedną z największych mistyfikacji muzycznych, dorównujących popularnością innym tego typu, jak Adagio Albinoniego, koncertowi skrzypcowemu Adelaide Mozarta, czy arii Pietà, Signore Stradelli.

## Historia powstania
W rzeczywistości ten utwór został skomponowany ok. roku 1970 przez radzieckiego gitarzystę i lutnistę Władimira Wawiłowa (1925-1973) i jako „utwór anonimowy XVI wieku” znalazł się na płycie Wawiłowa Лютневая музыка XVI-XVII веков (Muzyka lutniowa XVI-XVII w.; Miełodija 33 СМ 02059-60/Stereo, 1972) w układzie na lutnię, organy i mezzosopran.
Mistyfikacja wyszła na jaw, gdy okazało się, że żadna z kompozycji, oprócz jednej melodii ludowej, nie pochodzi spod pióra zadeklarowanych kompozytorów. Jej rozpowszechnianiu i popularyzacji w ZSRR sprzyjała słaba znajomość muzyki dawnej. Wersja nagrana na płycie bardziej przypomina nastrojowy i piękny melodyjnie romans cygański niż wzór muzyki kościelnej późnego renesansu. Jednak nikt wówczas nie zorientował się, że stylistycznie żaden nagrany utwór nie odpowiada rzekomemu okresowi i miejscu powstania.
Wawiłow, zmarły rok po wydaniu płyty, nie przyznał się do mistyfikacji, ani nie pozostawił żadnego wyjaśnienia. Córka kompozytora, Tamara, skomentowała: „Mój ojciec był świadomy tego, że utwory nieznanego kompozytora samouka z trywialnym nazwiskiem Wawiłow nigdy nie będą opublikowane. Jednak zależało mu bardzo, by jego muzyka dotarła do szerokiego grona odbiorców. Nawet za cenę anonimowości i utraty całego splendoru na rzecz średniowiecznych kompozytorów”.
Nazwisko Cacciniego zostało dodane do „kompozycji anonimowej” po kilku latach, kiedy organista Mark Szachin, jeden ze współwykonawców płyty Wawiłowa, udostępnił kopię „niedawno odnalezionych nut” kierownikowi Chóru Dziecięcego Leningradzkiego Radia i Telewizji Jurijowi Sławnickiemu, który uczynił z tej muzyki sztandarową pozycję zespołu.
W późniejszych latach Ave Maria „Cacciniego” zdobyła sobie również popularność na Zachodzie, wykonywana m.in. przez takich artystów i zespoły, jak Andrea Bocelli, Inessa Galante, Charlotte Church, Lesley Garrett, Mercurio, Ginette Reno, Sumi Jo, Cecilia Bartoli.